# Pongsathon Tongchaum
Pongsathon Tongchaum (thailändisch พงศธร ทองชะอุ่ม, * 30. November 1982) ist ein thailändischer Fußballspieler.

## Karriere
Pongsathon Tongchaum steht seit mindestens 2018 beim Nakhon Pathom United FC unter Vertrag. Wo er vorher gespielt hat, ist unbekannt. 2018 spielte der Verein aus Nakhon Pathom in der vierten Liga, der Thai League 4. Hier trat der Verein in der Western Region an. Ende 2018 wurde der er mit dem Klub Meister der Region und stieg anschließend in die dritte Liga auf. In der dritten Liga trat der Verein in der Lower Region an. Ende 2019 wurde er mit Nakhon Pathom Meister der Region und stieg in die zweite Liga auf.

## Erfolge
Nakhon Pathom United FC
- Thai League 4 – West: 2018  ▲
- Thai League 3 – Lower: 2019  ▲